# En catimini
L'expression en catimini veut dire « en cachette ». Le terme « catimini » serait dérivé du grec katamênia, « menstruation ». Le passage de a en i se serait fait sous l'influence du verbe catir « cacher ». Pour exprimer qu'il s'agit d'une chose sans importance, qu'il faut cacher. D'autres expressions nommant le « sang cataménial » font référence au sang lui-même.
En France, aux XVIe et XVIIe siècles, on disait « être mal à soi », « avoir les males semaines », « avoir les ordinaires, ses affaires, ses histoires, ses brouilleries, ses catimini », comme on dit de nos jours « avoir ses bidules, ses trucs, ses machins » et autres périphrases.
Une autre hypothèse étymologique soutient que catimini serait une variante picarde de chattemite.